# 15 cm SK C/28

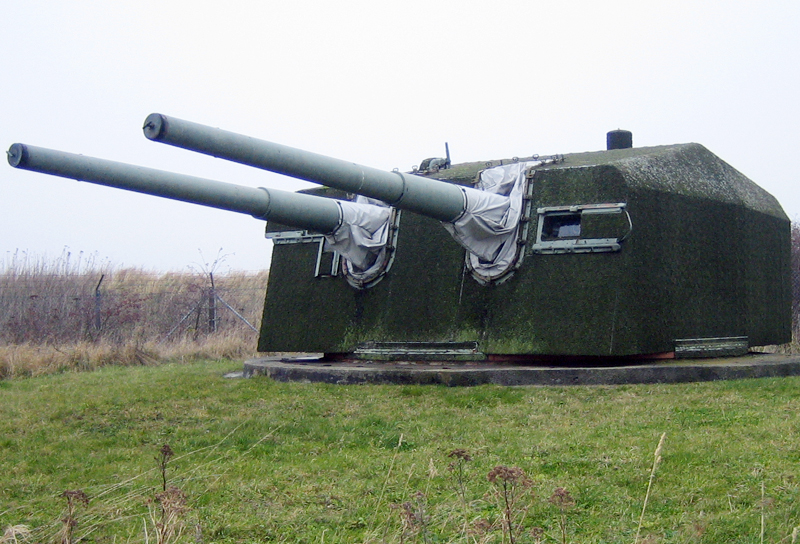
Берегова установка 150 мм гармат, знятих з лінкора «Гнейзенау» у Данії. Використовувалася збройними силами Данії до 2000 року.

15 см SK C/28 (SK — нім. Schiffskanone, корабельна гармата; C — нім. Construktionsjahr, рік створення) — німецька морська гармата середнього калібру, що застосовувалася під час Другої світової війни.
Її використовували як допоміжне озброєння на лінкорах типів «Бісмарк» та «Шарнгорст», важких крейсерів типу «Дойчланд», а також мали бути встановлені на авіаносцях типу «Граф Цеппелін».
Надлишкові гармати цього типу використовувався як гармати берегової оборони, а вісім були пристосовані для використання на армійських лафетах і використовувались як важкі польові гармати 15 cm Schiffskanone C/28 in Mörserlafette.